# جیمز ساکسون
جیمز ساکسون (انگلیسی: James Saxon؛ ۱۲ ژوئن ۱۹۵۵ – ۲ ژوئیهٔ ۲۰۰۳) یک هنرپیشه بود.
وی بازیگر فیلم‌هایی همچون دکتر هو، پوآرو و شب دوازدهم بوده است.